# 金采源
金采源（韩语：／ Kim Chae-Won；2000年8月1日—），韓國女歌手，現為女子組合LE SSERAFIM的隊長，曾為限定組合IZ*ONE成員之一。

## 經歷

### 出道前
金采源於2000年8月1日出生於韓國首爾江南區。從小時候開始，金采源就對唱歌非常感興趣，曾經參加過幼兒歌曲比賽。在她就讀於首爾普維小學時，她成為了「普維中唱團」的一員，並參加了2012年的KBS創作兒童歌曲比賽。在她就讀於開浦高中期間，她也參加了青少年赤十字活動。開始她專注於實現自己成為歌手的夢想，在家練習唱歌和跳舞。之後，她通過了Woollim娛樂的選秀成為了練習生，在參加《PRODUCE 48》前度過了11個月的練習生生活。為了方便練習，她轉學到了韓林演藝藝術高等學校。於2019年畢業。

### 2018年：PRODUCE 48時期
2018年4月開始，以Woollim練習生的身份與其他三位同公司練習生一起參加Mnet選秀節目《PRODUCE 48》。
2018年7月4日，出演同屬Woollim娛樂的前輩Golden Child第一張單曲《Goldenness》專輯主打歌〈LET ME〉MV。
2018年8月31日，最終回直播中以238,192票排名第10，成爲限定女子團體IZ*ONE的成員。

### 2018年10月－2021年4月：IZ*ONE時期
2018年10月29日，以限定女子團體IZ*ONE的成員正式出道，為期2年6個月的活動。
2018年11月15日，參加全國高考，表示畢業後將專注於IZ*ONE活動，暫時不申請入讀大學。
2018年12月12日，在2018MAMA日本埸中與MAMAMOO成員玟星一同演唱〈SELFISH〉，是出道以來首次與前輩合作的舞台表演。
2020年12月，於《One-reeler / Act IV》專輯中首次參與歌曲製作與配唱，歌曲為《Slow Journey》。
2021年3月7日，以「梅花鹿」參加《蒙面歌王》，在第一輪止步。

### 2021年5月－2022年2月：結束IZ*ONE活動、個人發展
2021年4月29日，IZ*ONE正式解散，結束為期2年6個月的活動，並回到所屬公司Woollim娛樂。
2021年5月5日，在Youtube帳戶THE LIVE 더 라이브上傳翻唱《처음부터 너와 나》。
2021年5月27日，開設個人Instagram帳號，名為「_chaechae_1」。

### 2022年3月－至今：LE SSERAFIM時期
2022年3月14日，宣布與SOURCE MUSIC簽訂了专属合约，將作為HYBE和SOURCE MUSIC合作推出的首个女子組合LE SSERAFIM出道。
2022年4月7日，SOURCE MUSIC正式公布其為旗下新女子組合LE SSERAFIM的第四名成員，並在組合中擔任隊長。
2022年5月2日，以迷你專輯《FEARLESS》，作為女子組合LE SSERAFIM隊長身份再次出道。
2024年4月5日，以伴唱的形式與托蕾·凱莉合作歌曲Spruce。
2024年8月27日，擔任施華洛世奇韓國區大使。

## 創作作品
- 于韩国音乐著作群协会(KOMCA)登记名字为「김채원」(登记编号为10027974)[10]

| 發行日期      | 歌曲名稱                                       | 收錄專輯                | 作詞 | 作曲 | 歌曲編號     |
| ------------- | ---------------------------------------------- | ----------------------- | ---- | ---- | ------------ |
| 2020年12月7日 | 〈느린 여행（Slow Journey）〉                  | 《One-reeler / Act IV》 |      |      | [ 11 ]       |
| 2022年5月2日  | 〈Blue Flame〉                                 | 《FEARLESS》            |      |      | 100004247942 |
| 2023年5月1日  | 〈FEARNOT (Between you, me and the lamppost)〉 | 《UNFORGIVEN》          |      |      | 100005012828 |
| 2024年2月19日 | Swan Song                                      | 《EASY》                |      |      |              |

## 媒體作品

### 音樂錄影帶
| 年份   | 發佈日期 | 歌手         | 歌名   | 備註 |
| ------ | -------- | ------------ | ------ | ---- |
| 2018年 | 7月4日   | Golden Child | Let Me |      |

### 合作舞台
| 日期           | 節目名稱         | 歌曲    | 合作藝人 | 備註 |
| -------------- | ---------------- | ------- | -------- | ---- |
| 2018年12月12日 | Mnet亞洲音樂大獎 | SELFISH | 玟星     |      |

### 綜藝節目
| 年份   | 日期            | 電視台 | 節目名稱             | 集數     | 備註         |
| ------ | --------------- | ------ | -------------------- | -------- | ------------ |
| 2018年 | 6月15日—8月31日 | Mnet   | PRODUCE 48           | Ep1-Ep12 | 第10名       |
| 2021年 | 3月7日          | MBC    | 神秘音樂秀：蒙面歌王 | Ep297    |              |
| 2023年 | 3月12日—5月28日 | ENA    | 惠薇李叡采派         | Ep1-EP12 | 固定班底之一 |

### 主持
| 日期                   | 電視台 | 節目名稱 | 備註   |
| ---------------------- | ------ | -------- | ------ |
| 2022年7月24日、7月31日 | SBS    | 人氣歌謠 | 特別MC |

### 獎項
| 年份 | 屆數   | 頒獎典禮             | 獎項       | 結果 | 來源   |
| ---- | ------ | -------------------- | ---------- | ---- | ------ |
| 2023 | 第21屆 | 《韓國年度品牌大賞》 | 綜藝女偶像 | 提名 | [ 13 ] |

## 外部連結
| - 金采源的Instagram帳戶 | 维基共享资源 上的相关多媒体资源： 金采源 |